# Relicanthus daphneae
Relicanthus daphneae (Daly, 2006) è un esacorallo dell'ordine Actiniaria. È l'unica specie del genere Relicanthus e della famiglia Relicanthidae.